# مالس
مالس (به ایتالیایی: Malles Venosta) یک کومونه در ایتالیا است که در تیرول جنوبی واقع شده‌است. مالس ۲۴۶٫۷ کیلومتر مربع مساحت و ۵٬۰۹۲ نفر جمعیت دارد و ۱٬۰۵۱ متر بالاتر از سطح دریا واقع شده‌است.